# Cá sơn bầu
Cá sơn bầu (Danh pháp khoa học: Parambassis wolffii) là một loài cá trong họ Ambassidae Phân bố rời rạc tại Đông Nam Á đại lục và đảo: Trong lưu vực các sông Chao Phraya và Mekong (dưới thác Khone); các đảo Sumatra và Borneo. Như thế, nó là loài bản địa của Campuchia, Indonesia, Lào, Malaysia, Thái Lan và miền nam Việt Nam.
Tên loài là để vinh danh bạn của Bleeker là bác sĩ quân y Wolff.

## Đặc điểm
Thân cá cao, mình dẹp, cuốn đuôi thon dài, đầu chúng lớn vừa, mõm ngắn, miệng trên, xiên, rạch miệng kéo dài đến viền trước mắt, chúng có một hàng răng nhỏ nhọn trên mỗi hàm, mắt to tròn, nằm lệch về nữa trên của đầu, khoảng cách 2 mắt cong lồi, xương trên lộ rõ ra nhỏ hơn đường kính mắt. Chiều dài tối đa 20 xentimét (7,9 in), nhưng thường gặp chỉ 9,4 xentimét (3,7 in).
Toàn thân màu trắng trong, hơi ửng hồng, vây lưng, vây ngực và vây bụng có màu trăng trong. Vây lưng nhọn, gai thứ hai to và cao nhất, phía trước vây lưng có một gai cứng không cử động được, phần ngọn hướng ra phía trước. Vẩy tròn, lớn vừa, phủ khắp thân, má và nắp mang. Thức ăn của chúng là côn trùng, động vật giáp xác và cá nhỏ.